# Dipcadi serotinum
Dipcadi serotinum là một loài thực vật có hoa trong họ Măng tây. Loài này được (L.) Medik. mô tả khoa học đầu tiên năm 1790.

## Hình ảnh

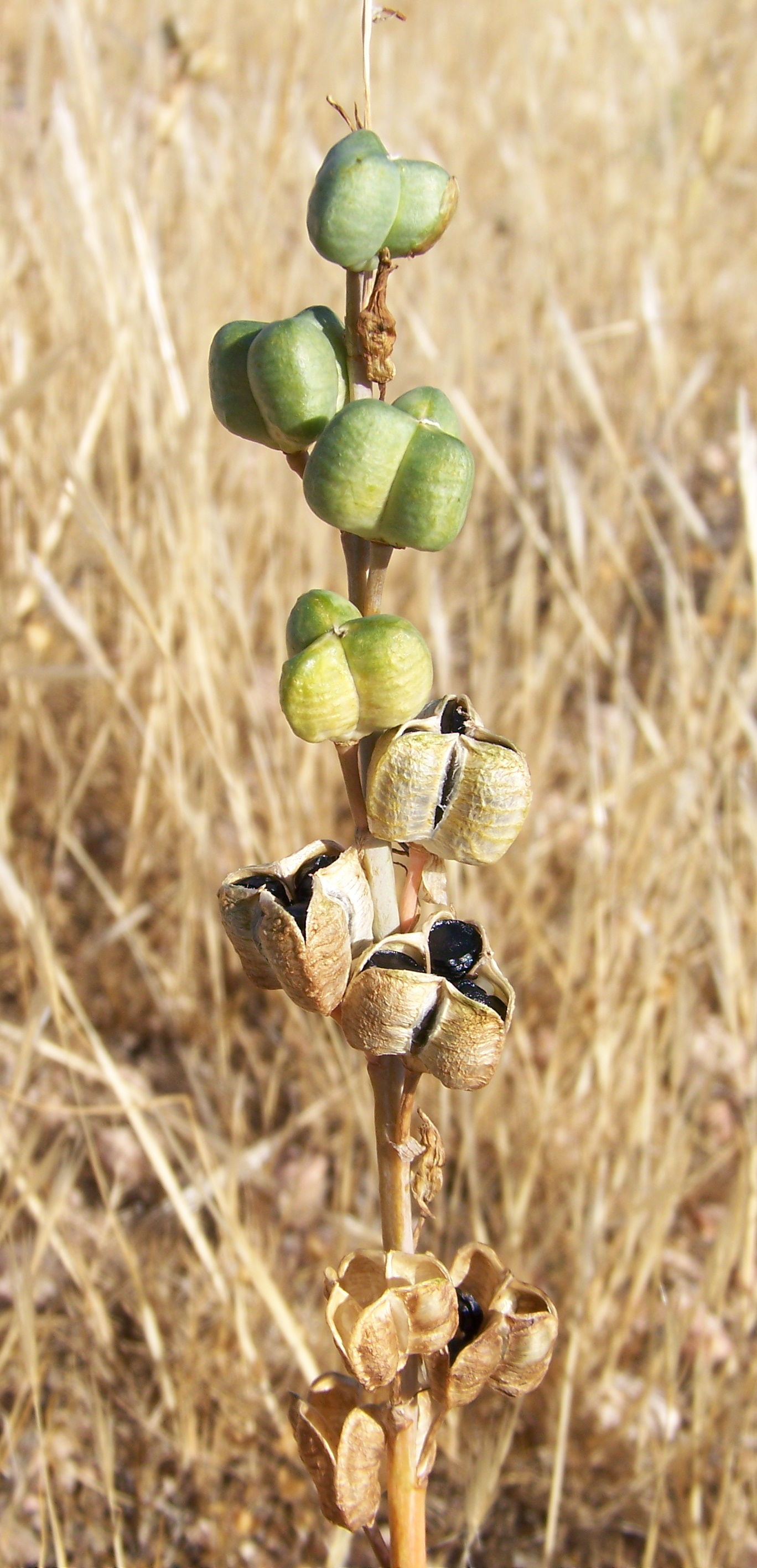
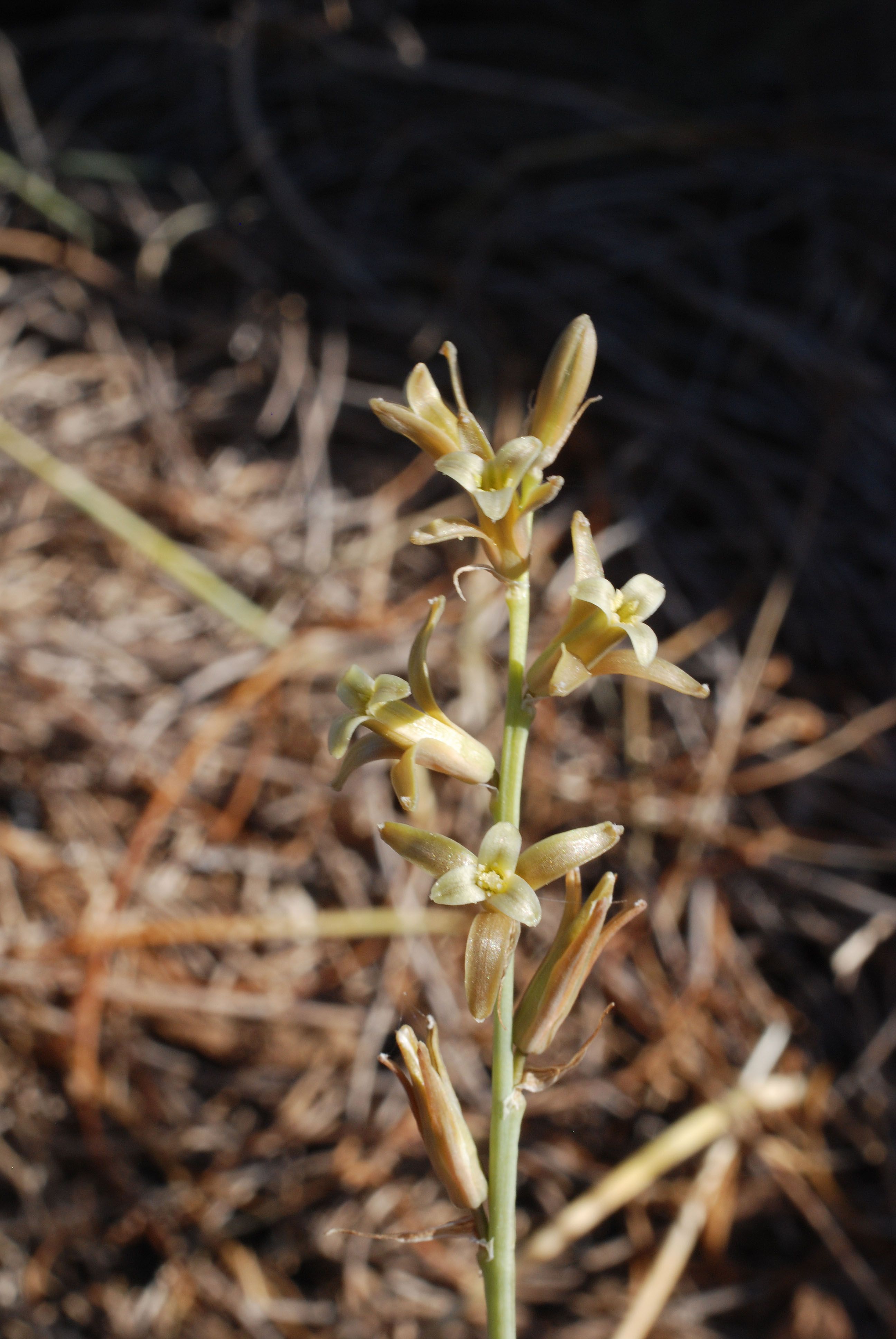
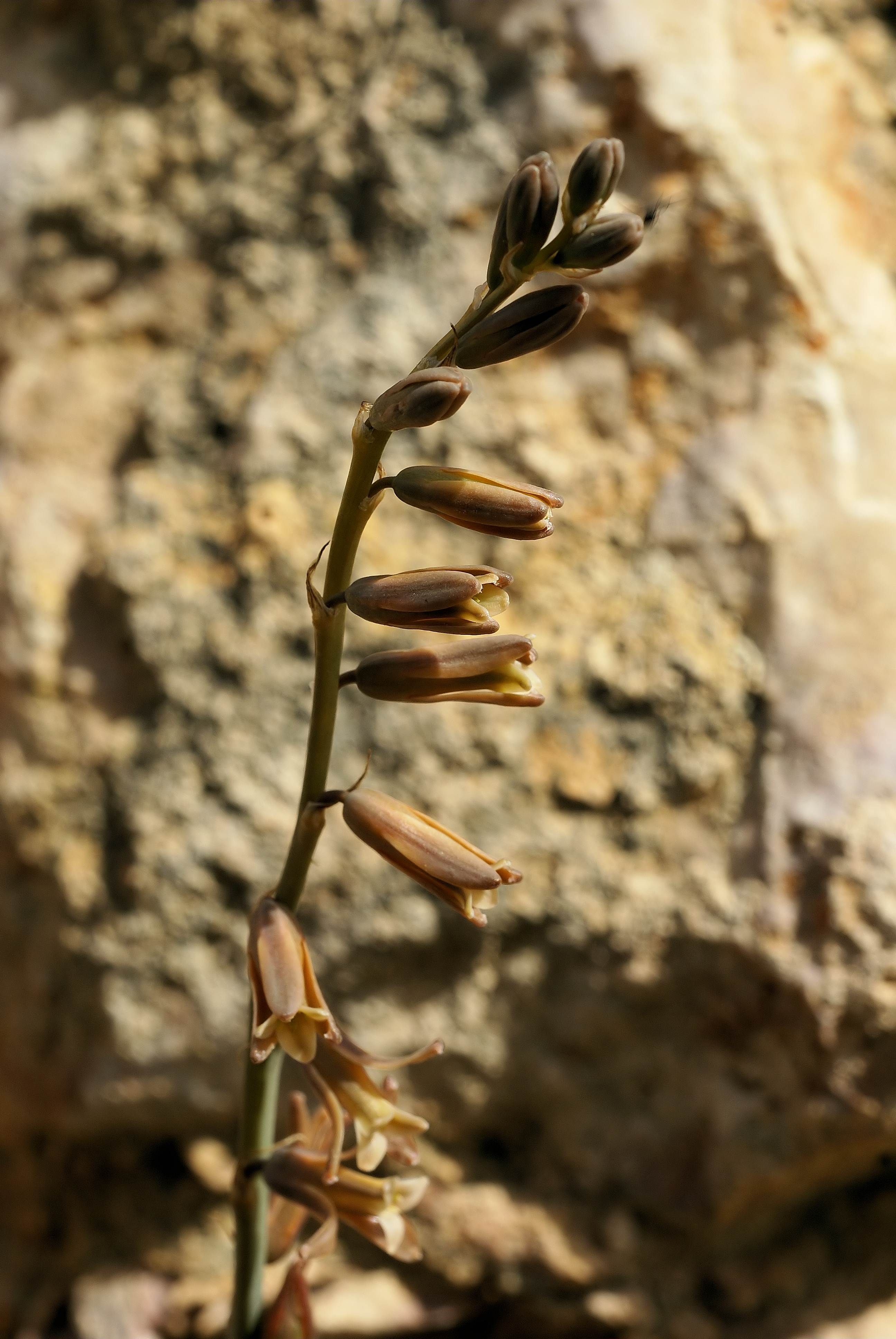
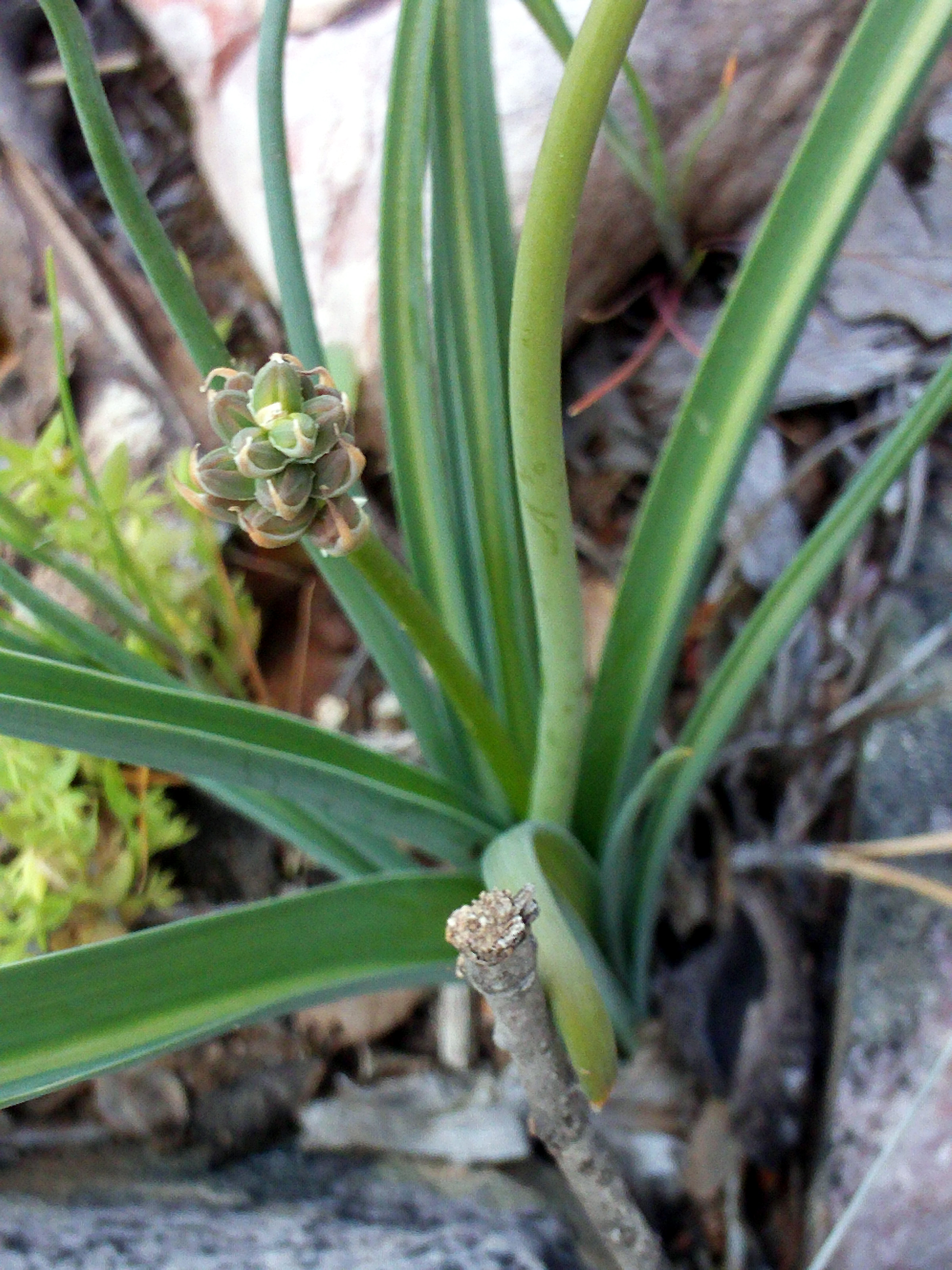